# Harold Spencer Jones
Sir Harold Spencer Jones (Kensington, Londen, 29 maart 1890 — Londen, 3 november 1960) was een Engelse astronoom en de tiende Astronomer Royal. Ofschoon zijn naam bij geboorte "Jones" was werd zijn achternaam "Spencer Jones". In 1914 werd hij hoofdassistent aan het Koninklijk Observatorium van Greenwich. Hij bepaalde de parallax van de Zon aan de hand van waarnemingen van planetoïde 433 Eros gedurende haar dichte nadering in 1930 en 1931.
In 1933 werd hij benoemd als Astronomer Royal. Hij was president van de Internationale Astronomische Unie van 1945 tot 1948.

## Eerbewijzen en prijzen
Prijzen
- Gouden medaille van de Royal Astronomical Society (1943)
- Koninklijke medaille (1943)
- Bruce Medal (1949)
- Gouden medaille van de British Horological Institute (1946)

Naar hem genoemd
- Krater Spencer Jones op de Maan
- Krater Jones op Mars
- Planetoïde 3282 Spencer Jones